# Abe Lenstra
Abe Minderts Lenstra (Heerenveen, 27 de novembre de 1920 - Heerenveen, 2 de setembre de 1985) fou un futbolista neerlandès de la dècada de 1950.
Una de les llegendes del futbol frisó, passà la major part de la seva carrera al club local SC Heerenveen. També jugà a SC Enschede i Enschedese Boys. Fou 47 cops internacional amb els Països Baixos, marcant 33 gols. Participà en els Jocs Olímpics de 1948.

## Palmarès
Heerenveen
- Noordelijk kampioenschap voetbal: 1941-42, 1942-43, 1943-44, 1945-46, 1946-47, 1947-48, 1948-49, 1949-50, 1950-51

## Galeria

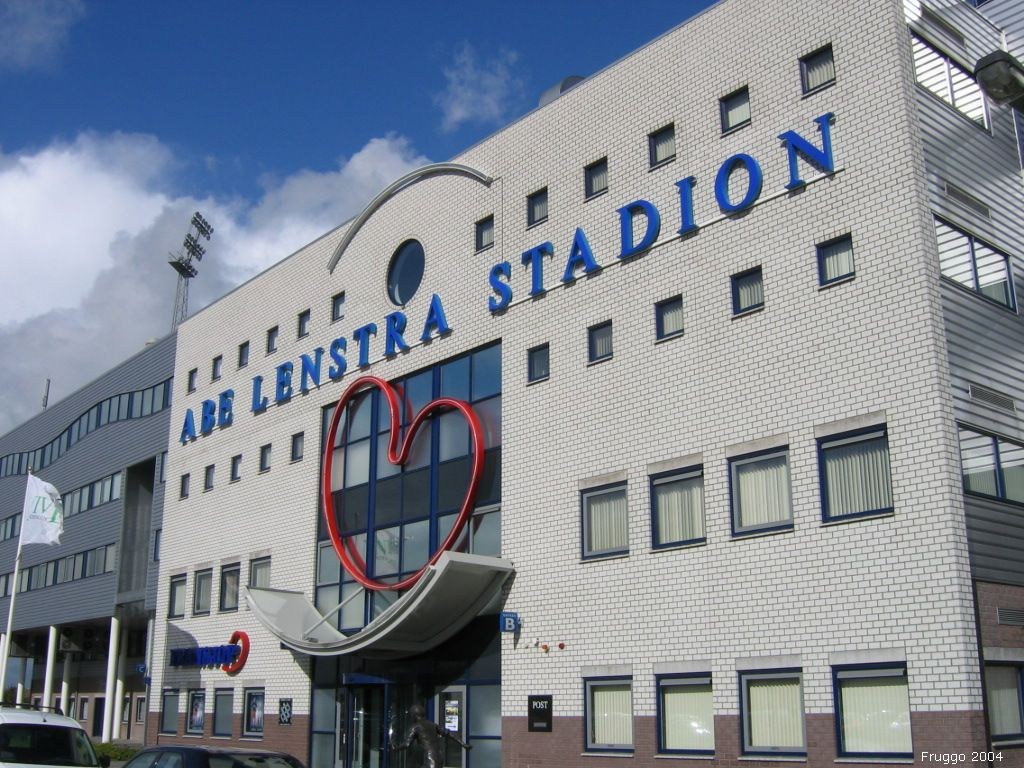
Estadi Abe Lenstra.
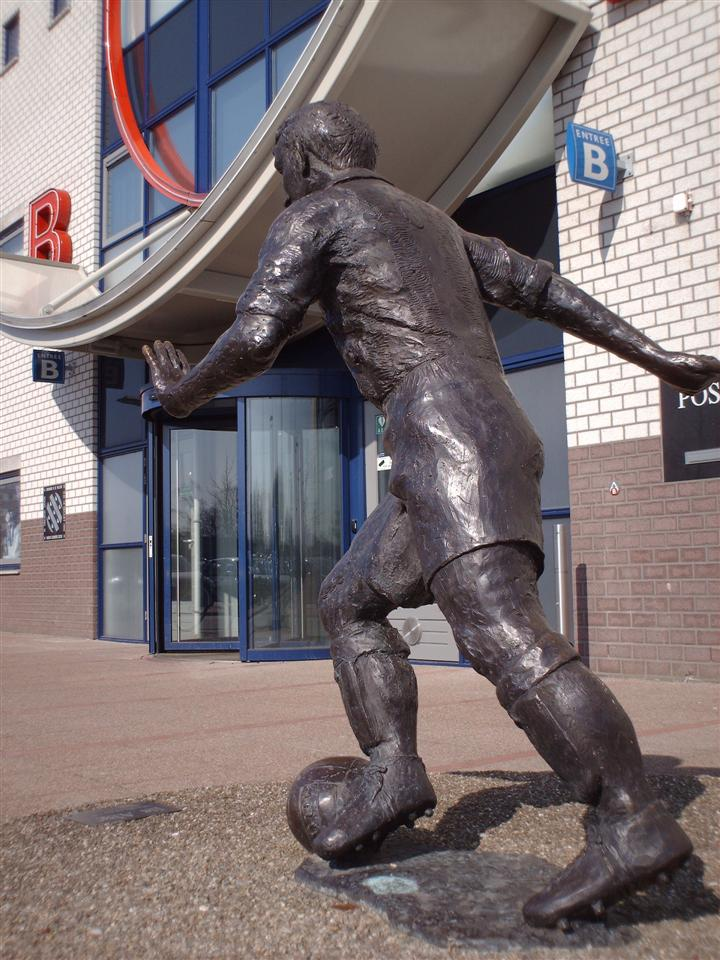
Estàtua davant de l'estadi.